# Cochranella euknemos
Cochranella euknemos es una especie de anfibio anuro de la familia Centrolenidae. Se encuentra en el norte de Colombia, Costa Rica y Panamá. 
En Panamá, la especie se ve amenazada por la deforestación, pero en general no sufre grandes amenazas.